# Pachybrachis antigae
Pachybrachis antigae is een keversoort uit de familie bladkevers (Chrysomelidae). De wetenschappelijke naam van de soort werd in 1900 gepubliceerd door Julius Weise.